# District de Tuy Đức
Tuy Đức est un district de la province de Đắk Nông dans les hauts Plateaux du Centre au Viêt Nam. 

## Géographie
La superficie du district est de 1 119,24 km2.